# La fidanzata del bandito
La fidanzata del bandito (Die Räuberbraut) è un film muto del 1916 diretto da Robert Wiene.

## Trama
Romantica e con la testa piena di grilli, una ragazza si incaponisce a voler sposare un boss malavitoso che la affascina con il suo modo di vivere pericoloso ed eccitante.

## Produzione
Il film fu prodotto dalla Messter Film GmbH di Berlino.

## Distribuzione
Uscì nelle sale cinematografiche tedesche, presentato in prima il 29 settembre 1916. In Danimarca, il film prese il titolo di Røverbruden, nei paesi anglofoni The Robber Bride.